# Fallen Angel
Fallen Angel is een Amerikaanse film noir uit 1945 onder regie van Otto Preminger. Destijds werd de film in Nederland uitgebracht onder de titel De moord op zwarte Stella.

## Verhaal
"I made it clear to you when I took this job. You can't tie me down. Cramps my style. I always work best when a certain feeling comes over me, and right now I haven't got it." - Dana Andrews in Fallen Angel
Eric Stanton (Dana Andrews) is op weg naar San Francisco. Door geldgebrek eindigt zijn reis vroegtijdig in een klein provinciestadje. Daar wordt hij op slag verliefd op de wufte, berekenende serveerster Stella (Linda Darnell). Na een korte romance doet Eric haar een aanzoek, maar Stella wijst hem af, omdat hij haar financieel niet kan onderhouden. Om snel aan veel geld te komen, trouwt hij daarom met de vermogende muurbloem June (Alice Faye). Als Eric volgens plan van June wil scheiden, wordt bekend dat Stella is vermoord. Het onderzoek van rechercheur Judd (Charles Bickford) leidt in eerste instantie naar Eric, die in paniek met het geld van June op de vlucht slaat. Dan ontstaat er twijfel over de onschuld van June.

## Rolverdeling
| Acteur           | Personage             |
| ---------------- | --------------------- |
| Alice Faye       | June Mills            |
| Dana Andrews     | Eric Stanton          |
| Linda Darnell    | Stella                |
| Charles Bickford | rechercheur Mark Judd |
| Anne Revere      | Clara Mills           |
| Bruce Cabot      | Dave Atkins           |
| John Carradine   | Professor Madley      |
| Percy Kilbride   | Pop                   |